# Булюбашич, Эдиб
Эдиб Булюбашич (босн. Edib Buljubašić, родился в 1964 году в Юревичах) — боснийский военный преступник, обвинённый в преступлениях против гражданского населения Боснии и Герцеговины в годы Югославских войн. Служил в Хорватских оборонительных силах (охранник концлагеря Дретель), капитан Армии Республики Босния и Герцеговина и член её Главного штаба. С 1993 года отбывает наказание в исправительной колонии Зеницы за убийство четырёх человек. Суммарный срок всех когда-либо вынесенных ему приговоров составляет 54 года: выйти на свободу он сможет только 5 ноября 2043.

## Биография

### Участие в войне
Родился в деревне Юревичи (община Зеница, Босния и Герцеговина). Служил в Югославской народной армии, дослужился до звания лейтенанта. В конце 1980-х годов убил свою жену и сноху, за что был осуждён на 12 лет тюрьмы, однако в разгар боевых действий сбежал из тюрьмы и вступил в Хорватские оборонительные силы, получив прямое покровительство их командира Блажа Кралевича. Тот произвёл Булюбашича в лейтенанты ХОС, а в середине 1992 года назначил заместителем командира концлагеря Дретель под Чаплиной. После краха ХОС в 1993 году Булюбашич перешёл в Армию Республики Боснии и Герцеговины, где командовал 1-м разведывательно-диверсионным отрядом 7-й мусульманской горной бригады в 3-м армейском корпусе.

### Уголовное преследование
Отряд Булюбашича обвиняется в совершении многочисленных преступлений на территории общины Вареш в октябре 1993 года, когда были убиты, ограблены и изнасилованы множество этнических хорватов, проживавших на этой территории. Булюбашич в итоге попал в тюрьму, но непосредственно не за эти преступления: во время одной из драк он убил собственного отца и портного в Зенице, а также попытался убить ещё одного человека. В итоге суд добавил Булюбашичу ещё 34 года лишения свободы.
Позднее его осудили за преступления в концлагере Дретель вместе с рядом членов ХОС: Иваном Зелеником, Сречко Герцегом, Иваном Медичем и Мариной Грубишич-Фейзич. Булюбашич получил всего 6 лет тюрьмы, но смягчающим обстоятельством стало его участие в судебных процессах в Норвегии и Швеции против боевиков ХОС: свидетельские показания Булюбашича позволили арестовать Ахмеда Макитана, Мирсада Репака и Джеки Арклева, граждан Норвегии и Швеции, а также привлечь ещё двух боевиков ХОС к суду, коими оказались Винко «Штела» Мартинович и Миро Хрстич.
В августе 2013 года Булюбашич женился на Менсуре Сивац. В тюрьме в 2005 году он издал книгу «Почему я убил отца». За драку в тюрьме в декабре 2014 года его суммарный срок заключения вырос до 54 лет: Булюбашич избил своего сокамерника Нермина Чупину, нанеся ему несколько ударов ногами в спину и в голову.